# Schloss Neuenburg (Freyburg)

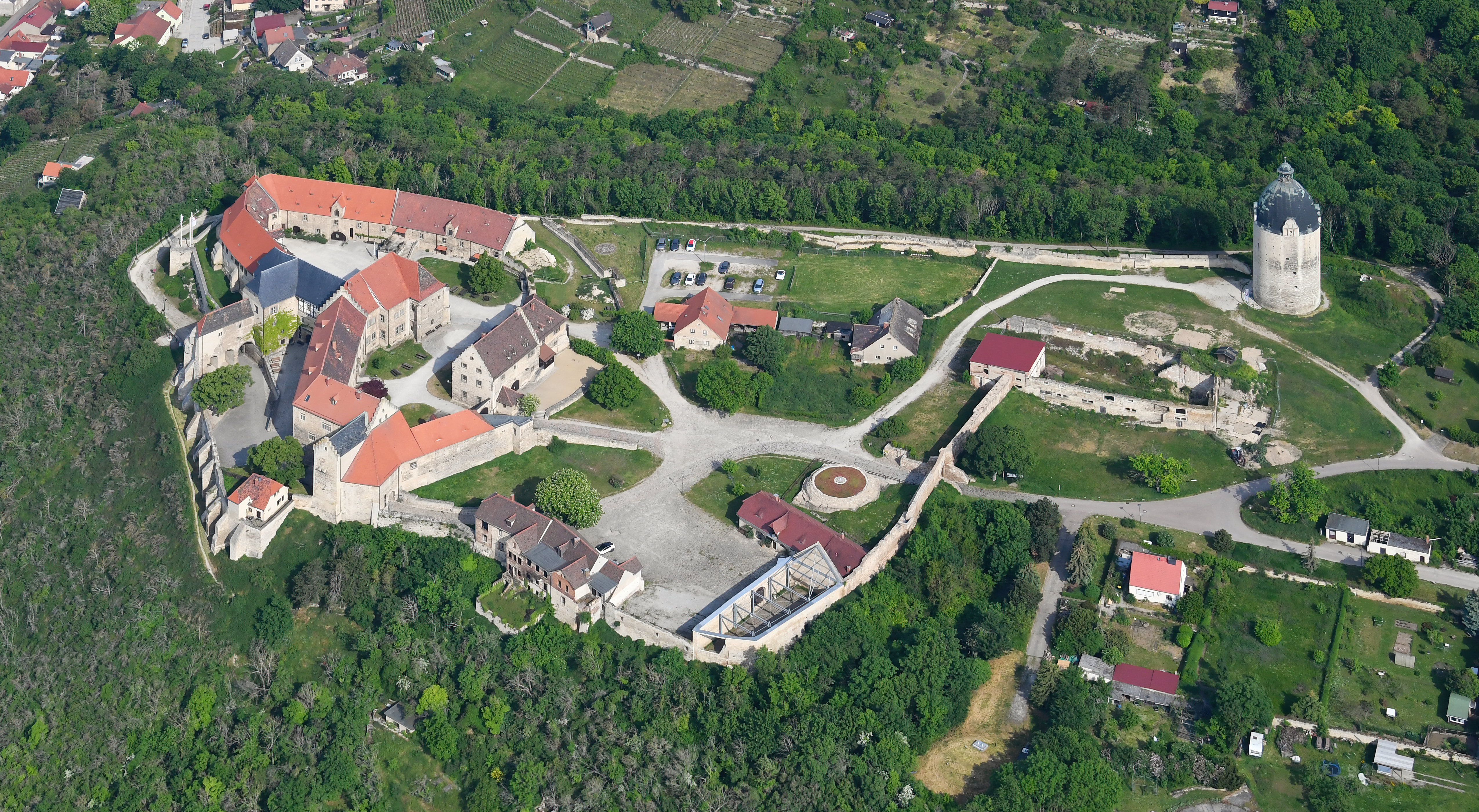
Gesamtansicht aus Südosten

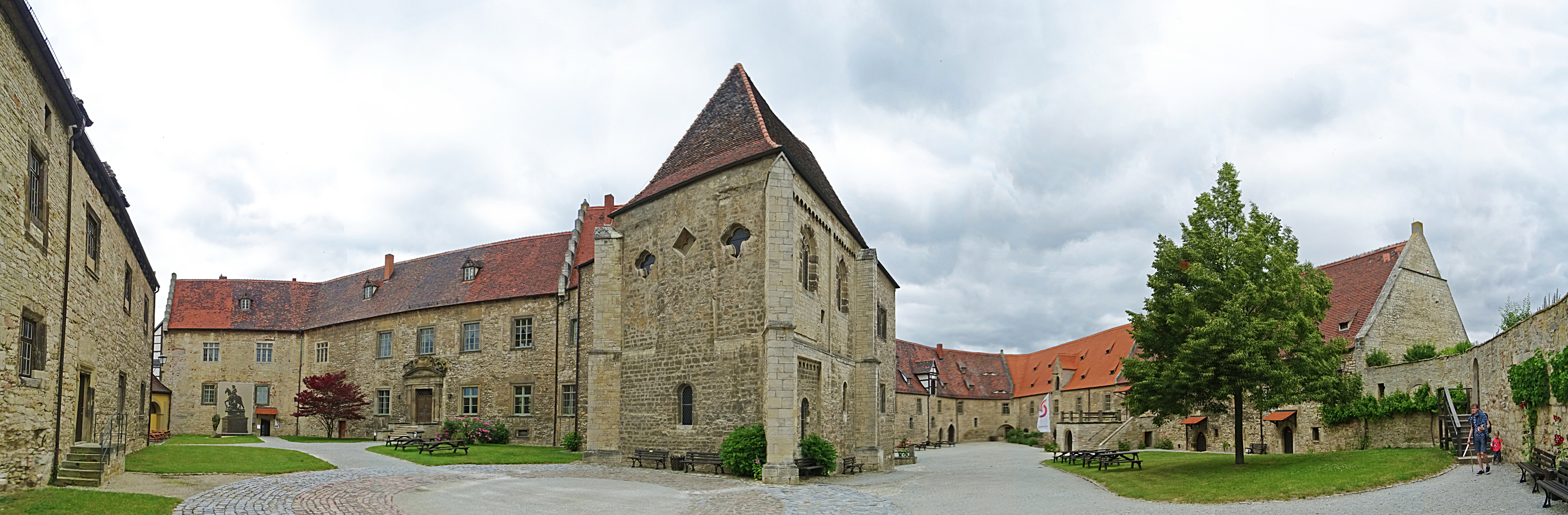
Innenhof der Kernburg

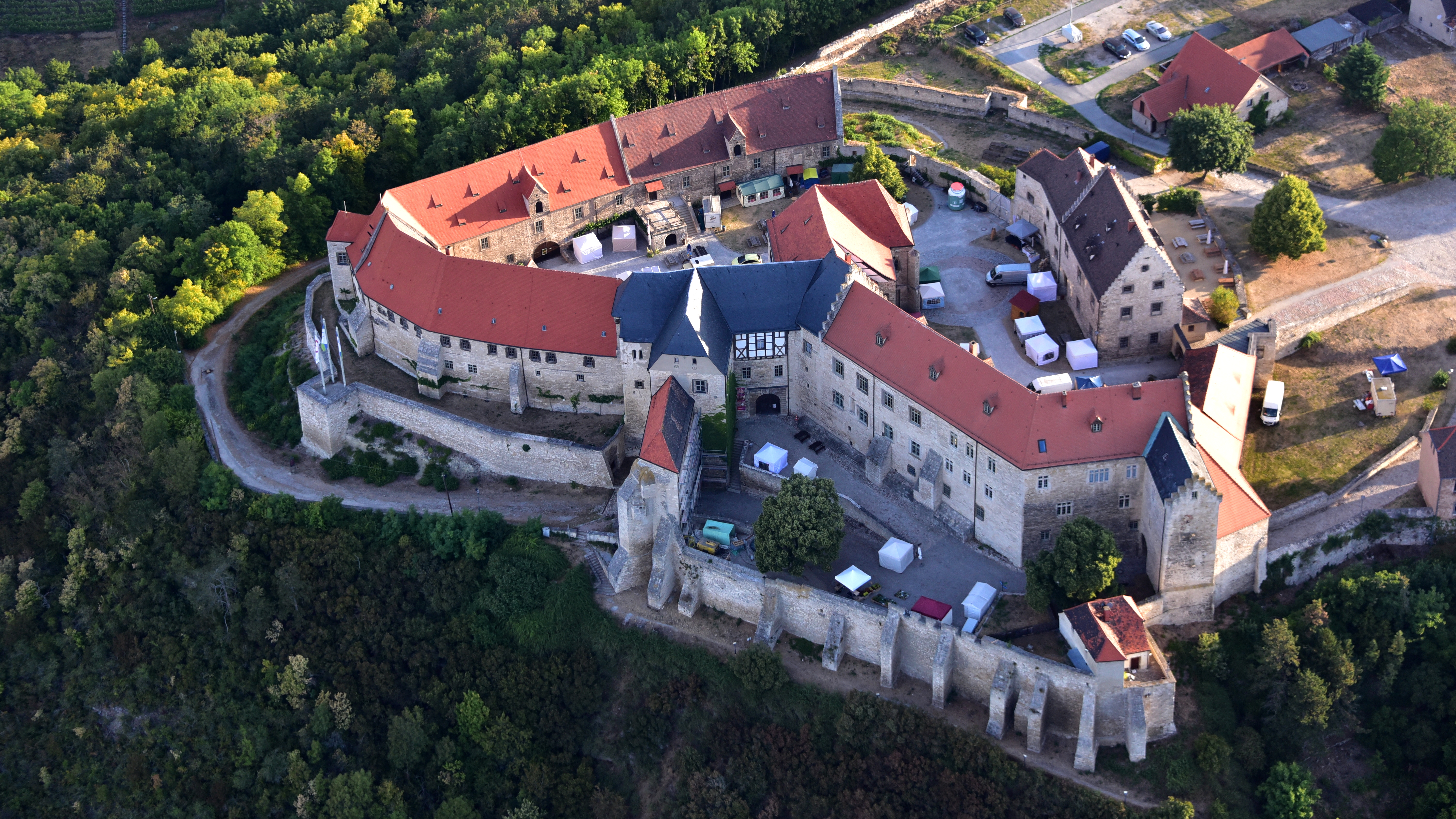
Luftaufnahme (2018)

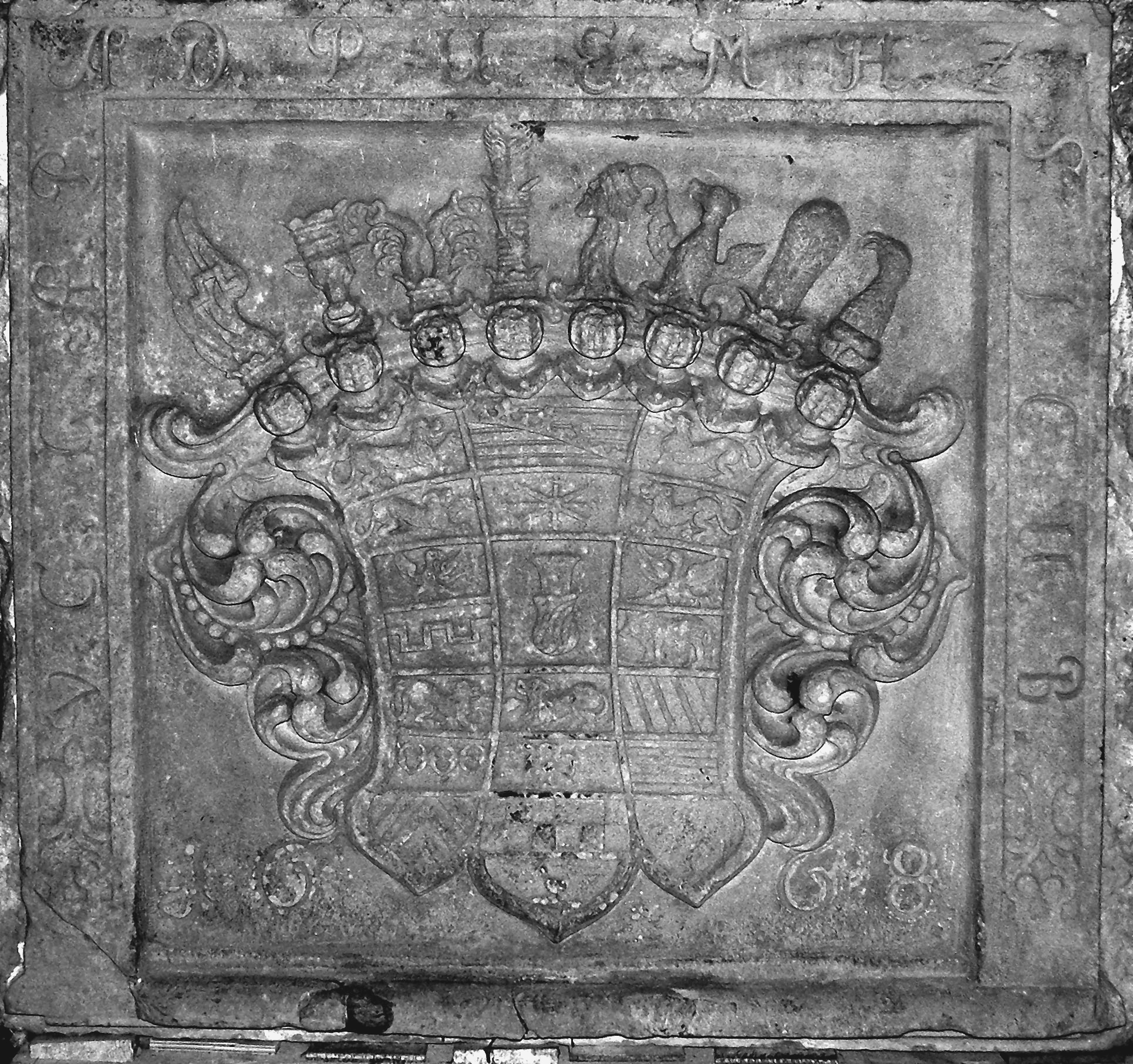
Wappen

Das  Schloss Neuenburg ist eine Höhenburganlage im Süden des Landes Sachsen-Anhalt auf dem spornartigen Ausläufer einer Hochfläche über dem Ostufer der unteren Unstrut. Sie ist eine Station an der Straße der Romanik. Unterhalb der Burg im Norden liegt das Winzerstädtchen Freyburg, das wiederum etwa sieben Kilometer nördlich von Naumburg (Saale) entfernt ist. Die Burg wird von der Kulturstiftung Sachsen-Anhalt als Eigentümer verwaltet.
Bei Schloss Neuenburg handelt es sich um die einstmals größte Burg und eine der ältesten und wichtigsten Burgen der Landgrafen von Thüringen. Für Sachsen-Anhalt sind es bislang die einzigen sicher nachweisbaren oberirdisch erhaltenen Steinbauten aus der ersten Hälfte des 12. Jahrhunderts auf Burgen. Aber auch über den mitteldeutschen Raum hinaus ist der große Bestand an erhaltenem Mauerwerk aus dem Ende des 11. bis Anfang des 13. Jahrhunderts von großer Bedeutung. Ein besonderes architektonisches Kleinod ist die um 1180 errichtete Doppelkapelle mit ihrer außergewöhnlichen Bauzier. Die Burg ist deutlich zweigeteilt: zum einen die Kernburg mit dem sogenannten Schlossbau und der Küchenmeisterei und zum anderen die ältere Vorburg, die von Galerieflügeln umrahmt wird.

## Name
Der Name Neuenburg leitet sich von der Bezeichnung neue Burg ab. In mehreren mittelalterlichen Urkunden erscheint sie als castrum Nuwenburg, niwen burch bzw. als Novum Castrum. Unklar ist, gegenüber welcher Anlage die Burg als neu hervorgehoben werden sollte. In Betracht zu ziehen wären die Burg Haldeck, die Burg bzw. der Hof (curtis) im nahegelegenen Zscheiplitz oder die Wartburg, eine ältere Gründung Ludwigs des Springers († 1123), des Stammvaters der Ludowinger.

## Historische Entwicklung

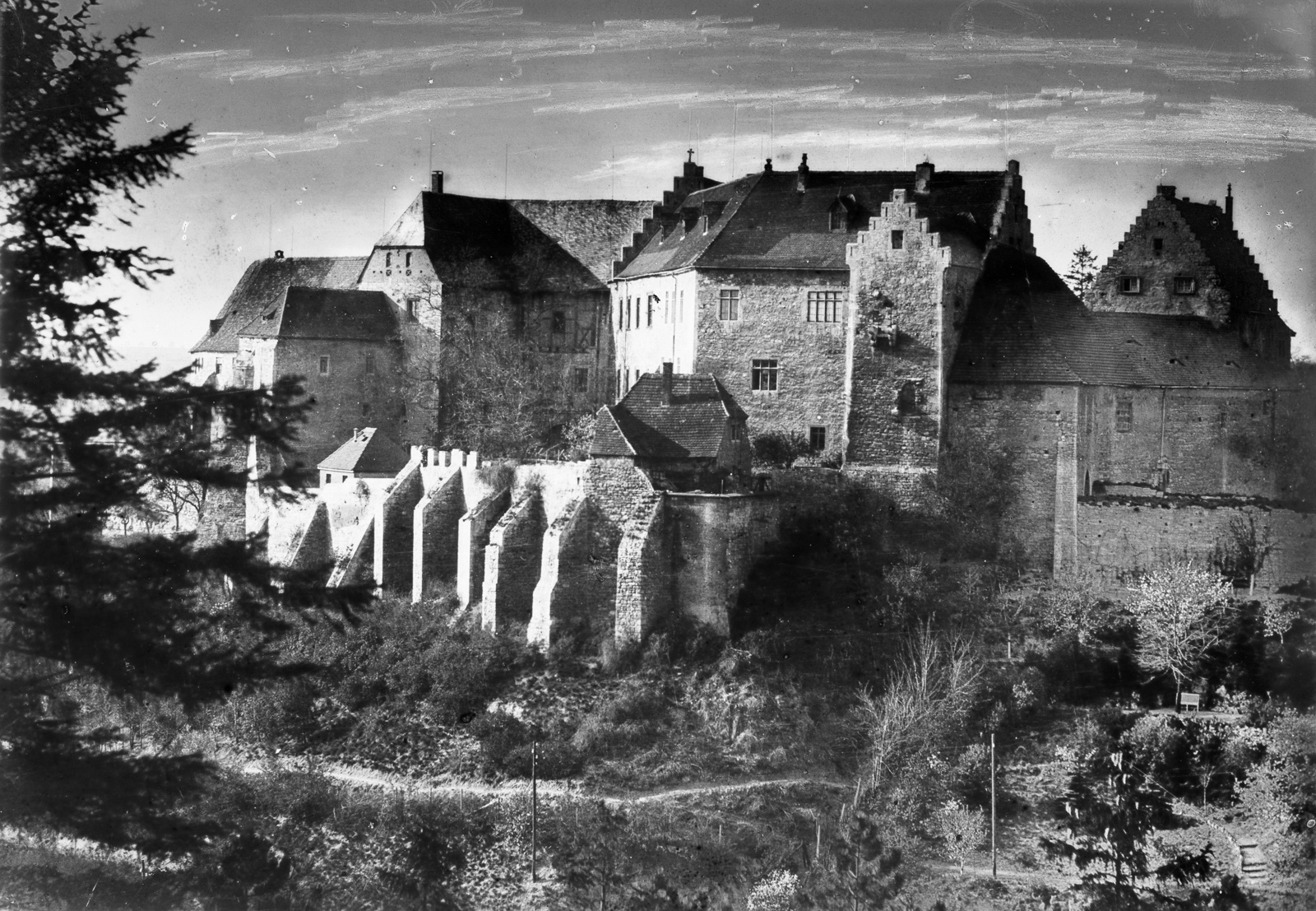
Ansicht der Burg um 1920

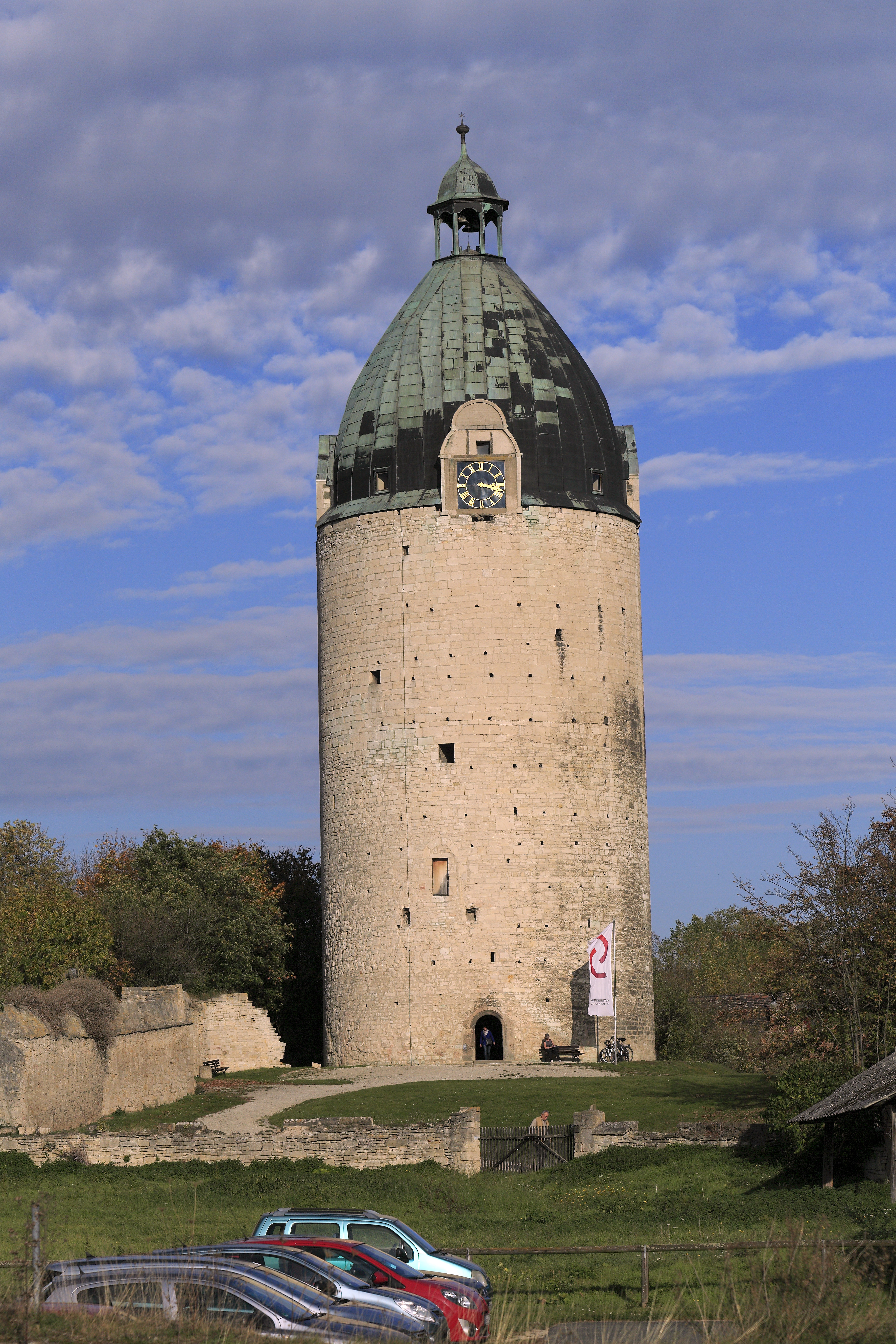
Bergfried Dicker Wilhelm

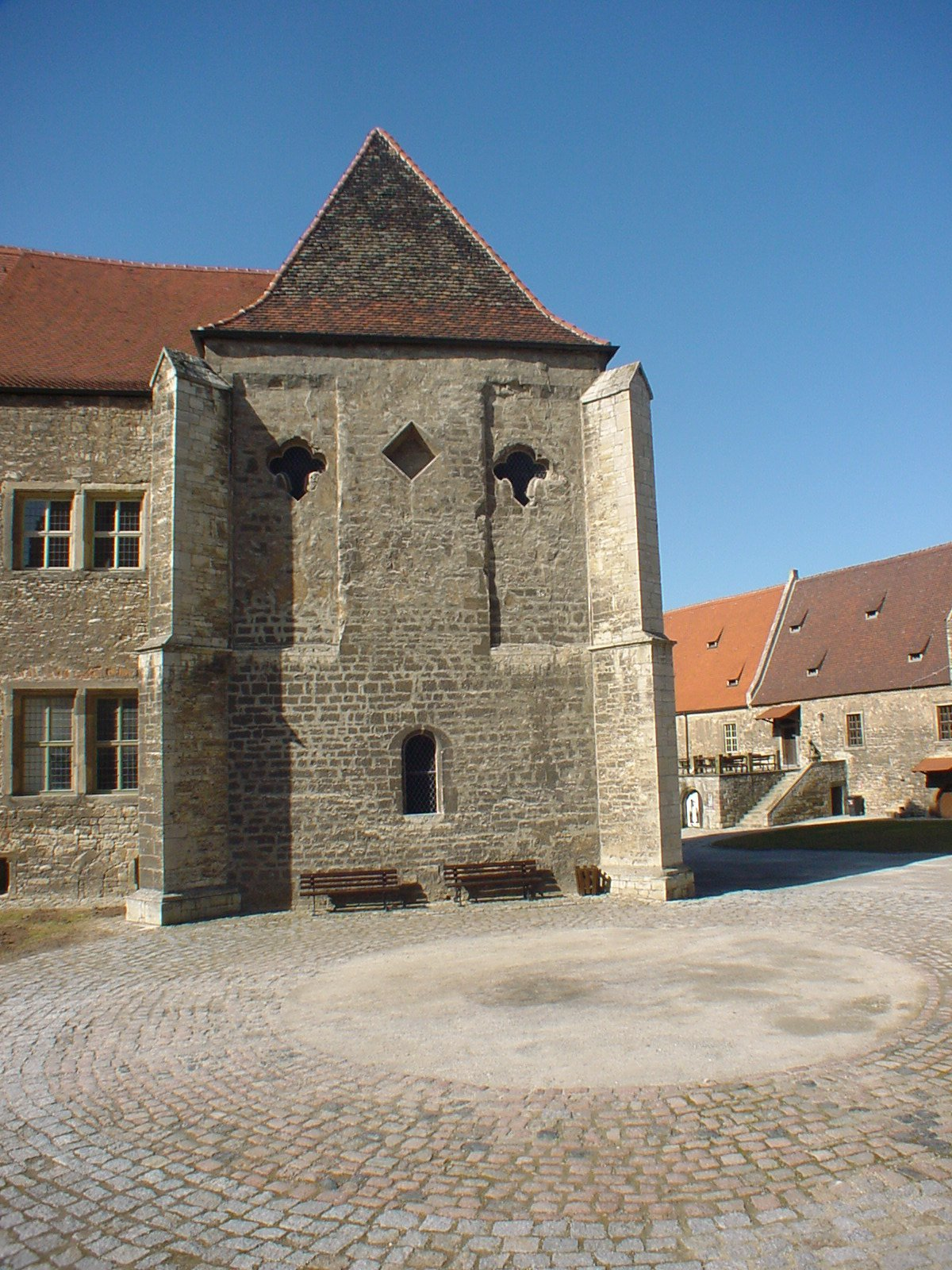
Doppelkapelle, im Pflaster davor ist der Standort des ersten Bergfrieds markiert

Das Schloss ist eng verbunden mit der Geschichte der Ludowinger, von denen man annimmt, dass sie in den 1030er Jahren aus Mainfranken nach Thüringen kamen. Das Gebiet um Freyburg und Naumburg gelangte kurz nach 1085 durch die Heirat mit Adelheid († 1110), der Witwe des ermordeten Pfalzgrafen Friedrich III. von Goseck, an Ludwig den Springer, der hier wenig später die Neue Burg anlegen ließ. Damit festigte er wesentlich seine neu errungene Position im Saale-Unstrut-Raum.
Bis zum Aussterben des Geschlechtes 1247 war die Neuenburg eine wichtige, zeitweilig sogar die größte Burg der Landgrafen von Thüringen, einer der einflussreichsten Familien des Heiligen Römischen Reiches. Neben der Landgräfin Elisabeth von Thüringen beherbergte die Neuenburg zum Beispiel auch Kaiser Friedrich Barbarossa in ihren Mauern. Der Dichter Heinrich von Veldeke vollendete dort um 1185 seinen Eneasroman.
Nach dem Aussterben der Ludowinger gelangte die Neuenburg in den Besitz der Markgrafen von Meißen aus dem Geschlecht der Wettiner und verlor zunächst beträchtlich an Bedeutung. Erst unter Herzog Wilhelm III. von Sachsen (1445–1482) setzte ab etwa 1440 eine erneute Bautätigkeit ein. Vermutlich wollte er der Neuenburg eine bedeutendere Residenzfunktion zubilligen, was er jedoch nicht verwirklichte.
Durch die Leipziger Teilung von 1485 kam die Neuenburg mit der Stadt und dem Amt Freyburg an die albertinische Linie des Hauses Wettin. Nach dem Schmalkaldischen Krieg 1547 gehörte sie zum albertinischen Kurfürstentum Sachsen. Kurfürst August von Sachsen ließ die Anlage in der Mitte des 16. Jahrhunderts zu einem Jagdschloss umbauen. Diese Funktion erfüllte es auch von 1656 bis 1746 für die Herzöge von Sachsen-Weißenfels und den sächsischen Kurfürsten Friedrich August II. (1746–56). Mit dessen Tod verlor die Neuenburg ihre Bedeutung für den kursächsischen Hof. Sie wurde 1770 in die staatliche Verwaltung übergeben.
Mit den Beschlüssen des Wiener Kongresses 1815 gingen die Gebäude und Besitzungen in preußischen Staatsbesitz über. Zu dieser Zeit begann Schloss Neuenburg ein beliebtes Ausflugsziel zu werden.
Am 27. Mai 1934 wurde die Obergauführerinnenschule im Schloss eingeweiht und im Sommer 1935 entstand ein erstes Museum.
Im August 1944 verlagerte das von Konteradmiral a. D. Hermann Lorey geleitete Zeughaus in Berlin die bis zu diesem Zeitpunkt in Deutsch-Krone in Pommern gelagerten Museumsbestände sowie die Zeughausbibliothek aufgrund der nahenden Ostfront in die Provinz Sachsen in das Schloss Neuenburg.
Von 1970 bis 1989 war das Museum Schloss Neuenburg geschlossen, die Burghöfe blieben jedoch zugängig. Nach der politischen Wende konnte durch großes staatliches und privates Engagement der Verfall gestoppt und das Schloss wieder zu einem attraktiven Erlebnisort ausgebaut werden. Seit 1990 wird es als Museum und für gastronomische Einrichtungen genutzt. 1997 ging die Liegenschaft in das Eigentum der Stiftung Schlösser, Burgen und Gärten des Landes Sachsen-Anhalt über, der nun die Erhaltung der Bausubstanz obliegt.

## Forschungsgeschichte
Seit Mitte des 19. Jahrhunderts gilt das kunsthistorische Interesse der Doppelkapelle, während die übrige Bausubstanz in der älteren burgenkundlichen Literatur kaum eine Rolle spielte. Dies änderte sich erst mit den Untersuchungen des Halleschen Architekten und Burgenforschers Hermann Wäschers in den 1950er und 60er Jahren. Dessen Annahmen, Datierungen und Rekonstruktionen, auf denen der Forschungsstand zur Baugeschichte von Schloss Neuenburg lange Zeit beruhte, sind heute jedoch weitgehend überholt. Seit 1984 werden an der Doppelkapelle und seit 1990 im Bereich des gesamten Schlosses bauarchäologische Forschungen im Zusammenhang mit Instandsetzungs- und Restaurierungsarbeiten durch Reinhard Schmitt, Landesamt für Denkmalpflege Sachsen-Anhalt, durchgeführt, die bis heute nicht abgeschlossen sind. Im Folgenden soll im Wesentlichen der Forschungsstand von etwa 1997/98 vorgestellt werden.

## Baumaterial
Das Steinmaterial bildet fast ausschließlich der örtlich anstehende Muschelkalk, für einzelne Bauaufgaben wurde der bei Anlage der tiefen Gräben anfallende Kalkstein genutzt. Eine bessere Steinqualität stammt aus Steinbrüchen im Umfeld der Burg. Der Sandstein für längere Säulenschäfte wurde vom Großen Seeberg bei Gotha, die Säulenschäfte aus Kohlenkalk in der Doppelkapelle über 500 km aus dem nordfranzösisch-belgischen Raum, der Ardenne, herangeschafft.

## Die Bauentwicklung von Schloss Neuenburg nach Hauptbauphasen

### Bauphase ab etwa 1090
Ab ca. 1090 entstanden die ersten Ringmauern im Norden, Westen und Süden, die noch bis zu einer Höhe von acht Metern erhalten sind. Sie umgrenzten den heutigen Innenhof zwischen Fürsten- und Küchenbau als Kernburg und die westlich gelegenen Galerieflügel als ältere Vorburg. Es ergibt sich so eine enorme Grundfläche von ca. 5000 Quadratmetern. An diese Mauern haben sich auch schon in der älteren Vorburg mit hoher Wahrscheinlichkeit Gebäude mit gewissem wohnlichem Komfort angelehnt (Wohnbauten A und B). Ein weiterer zwei- bis dreigeschossiger, rechteckiger Wohnbau C lag neben dem Tor zur Burg. An die südöstliche Ringmauer angelehnt war ein dreigeschossiger, quadratischer Wohnturm I (16).
Die am stärksten gefährdete Seite der Burg im Osten war durch einen ca. zehn Meter langen gebogenen älteren Wall und einen wohl ebenso tiefen, aus dem anstehenden Kalkfelsen herausgebrochenen Graben gesichert. Unmittelbar hinter der östlichen Wallgrabenbefestigung stand bis zum Bau der Burgkapelle der Rundturm I, ein früher Steinturm mit großem Innendurchmesser, der wohl die Funktionen Wohnen und Verteidigen vereinigte.
Ebenfalls noch um 1100 oder in der ersten Hälfte des 12. Jahrhunderts wurde auch die Ostseite der Kernburg wesentlich verstärkt. Es wurde eine östliche innere Ringmauer mit je einem achteckigen Turm im Norden und Süden gebaut. Die beiden achteckigen Türme dienten wohl sowohl zur Verteidigung als auch als repräsentatives Element. Der Scheitel des östlichen Walls wurde offenbar abgeflacht und auf ihm eine äußere Ringmauer errichtet.
Insgesamt ergibt sich eine äußerst aufwendig gestaltete Ostseite, für die es nur sehr wenige Vergleichsbeispiele aus vorstaufischer Zeit gibt (Sachsenstein bei Walkenried im Harz um 1070, Altenburg bei Mallendorf und Wiprechtsburg Groitzsch um 1080).
Innerhalb weniger Jahre wurde nach 1090 für Graf Ludwig den Springer († 1123) und Landgraf Ludwig I. (1123–1140, seit 1131 Landgraf) eine Burg an der östlichen Grenze ihres Herrschaftsbereiches geschaffen. Größe und Qualität des Baues brachten den hohen politischen Anspruch der Ludowinger zum Ausdruck. Die aufwendigen Befestigungen an der Ostseite der Kernburg wurden wohl unter Landgraf Ludwig I. im frühen 12. Jahrhundert fertiggestellt.

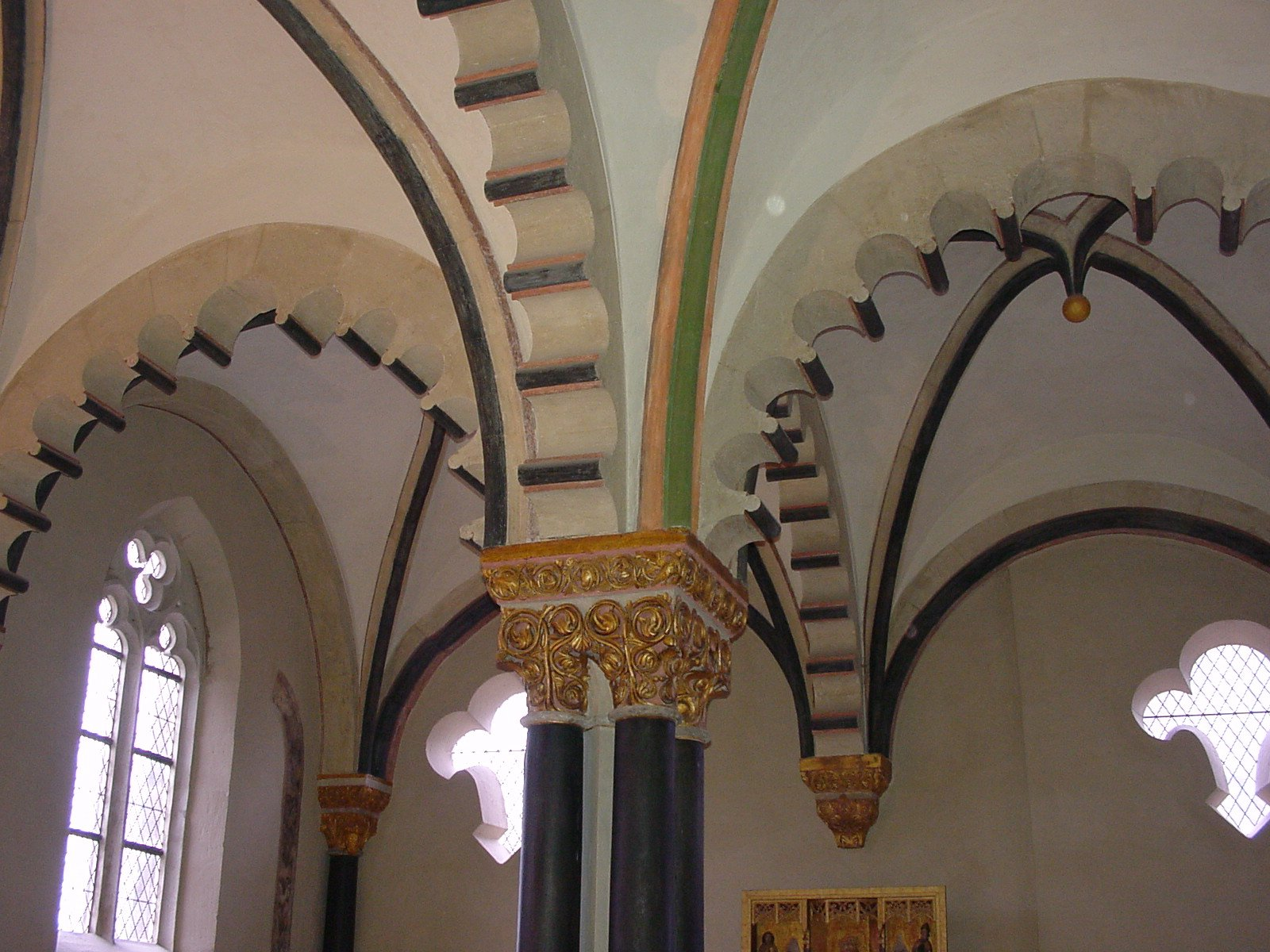
Doppelkapelle, Gewölbe in der Oberkirche

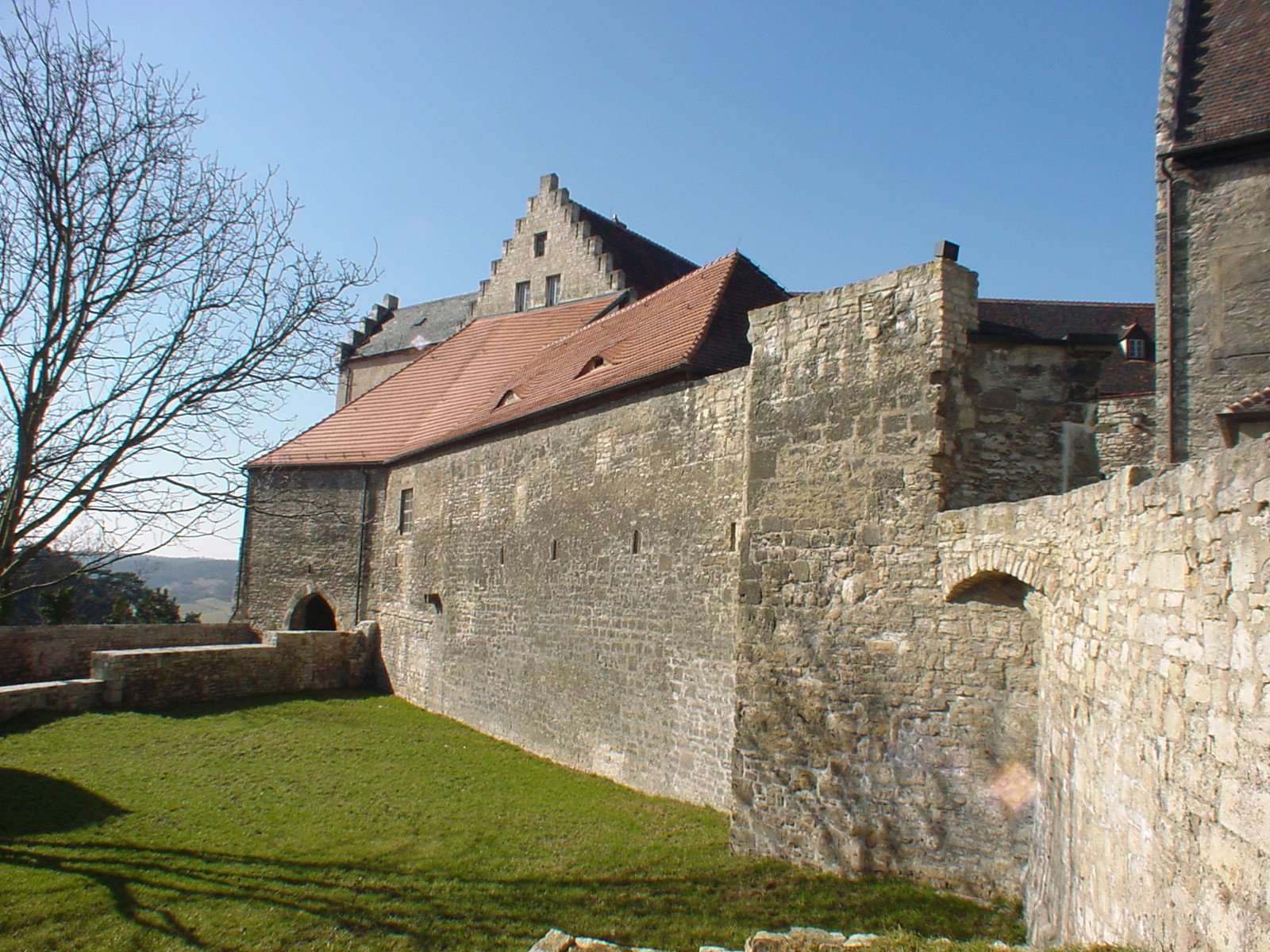
Romanische Ringmauer der Bauphase I

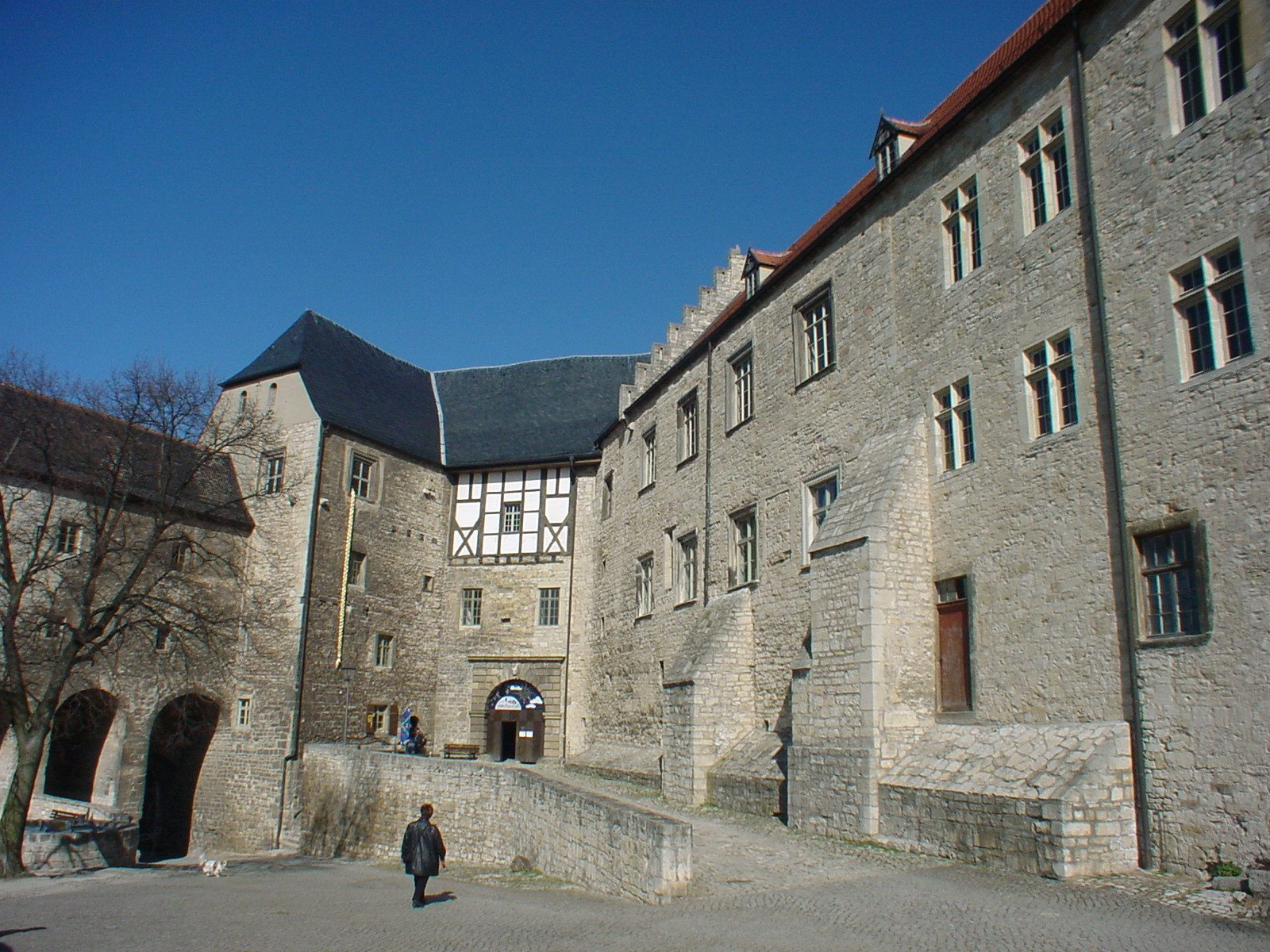
Vorhof der Kernburg mit Torhaus, Wohnturm, Zwischenbau und Fürstenhaus

### Bauphase um 1150/drittes Viertel 12. Jahrhundert
Nur anhand eines neuen Toilettenturms lässt sich die Modernisierung des Wohngebäudes B westlich des Tores nachweisen. Der Wohnturm I wurde wohl um 1150 nach Süden verlängert. Zusammen mit dem älteren Wohnturm entstand dabei ein Gebäude in der Größe des heutigen Fürstensaales von ca. 20 × 10 Meter. Dieses wurde lange Zeit als Palas angesprochen, was sich jedoch als falsch herausgestellt hat. Möglicherweise handelt es jedoch um ein Saalgeschosshaus, das heißt, ein Gebäude mit einem Saal im ersten oder zweiten Obergeschoss. Wohl in der Jahrhundertmitte oder der zweiten Hälfte des 12. Jahrhunderts wurde der Rundturm I wieder niedergelegt und dicht daneben die erste, noch eingeschossige Burgkirche errichtet.
Diese Bauten gehören zu einer Modernisierung der Burg in mehreren Abschnitten unter Landgraf Ludwig II. (1140–1172).

### Bauphase ab 1170/75 bis in die 1190er Jahre
Ab 1170/75 (dendrochronologisch festgestellt) erfolgte der Bau des ersten sicher nachweisbaren, viergeschossigen Palas mit repräsentativem Saal im dritten, ringsum freistehenden und sechs Meter hohen Obergeschoss zwischen Wohnturm I und Kapelle, für den der Wohnbau C (10) wesentlich vergrößert wurde. Gleichzeitig erfolgte in den 1170er/1190er Jahren der Bau der Doppelkapelle, deren oberer Raum vom zweiten Obergeschoss des Palas – möglicherweise mit einem weiteren Saal – direkt zu erreichen war.
Schon in der Mitte des 12. Jahrhunderts war mit der Anlage einer sehr großen Vorburg (Gesamtgröße der Burg 31.500 Quadratmeter) mit Ringmauern begonnen worden. Die Vorburg war eventuell durch einen Spitzgraben geteilt und in ihr wurden relativ zeitgleich die beiden Bergfriede II und III errichtet. Der Turm III, der erst seit dem 20. Jahrhundert Dicker Wilhelm genannt wird, steht auf einer deutlich erkennbaren natürlichen Anhöhe. Sein Durchmesser beträgt 14 Meter, in der Romanik war er mindestens 23 Meter hoch. Aufgrund der Innenausstattung ist er eher als Wohnturm denn als reiner Bergfried anzusprechen. Mit hoher Wahrscheinlichkeit wurde der Turm in der Mitte oder der zweiten Hälfte des 12. Jahrhunderts errichtet und diente im 13. Jahrhundert als Sitz der Burggrafen von der Neuenburg aus dem Hause der Meinheringer, die von 1215 bis 1297 als Praefectus de Nuenburg, Burggravius de novo castro nachgewiesen sind.
So wird in einer Urkunde des Bischofs Udo II. von Naumburg vom 29. Juni 1185 als Zeuge unter den Edelherren ein „Godeboldum de Novo Castro“ (direkt hinter Berthold von Schönburg) genannt.
Der Bergfried II ist bereits nach einem Brand 1662 bis auf einen Stumpf abgebrochen worden und diente ab 1871 als Wasserbassin. Bemerkenswert und offenbar einmalig in dieser Zeit sind vier annähernd diagonal angeordnete Sporne am Fuß des Turmes. Ihre Funktion ist unbekannt, aber mit hoher Wahrscheinlichkeit im repräsentativen Bereich zu suchen, da sie befestigungstechnisch wenig Sinn ergeben. Somit ergibt sich für diese Zeit ein weiterer, spürbar qualitätvollerer Ausbau der Burg mit einer enorm großen Vorburg. Sie diente zur Befestigung und als Burgmannensitz, ihre weiteren Aufgaben sind jedoch unbekannt. In der Hauptburg wurden aufwendige Modernisierungen der Wohn- und Sakralbereiche unter Landgraf Ludwig III. (1172–1190) und Pfalzgraf bzw. Landgraf Hermann I. (1181/1190–1217) durchgeführt.

### Bauphase um 1215/1225
Um 1225 (Dendrochronologie) wurde der spätromanische, viergeschossige Wohnturm II außerhalb der südlichen Ringmauer errichtet. Er diente offensichtlich vorrangig gehobenen wohnlichen Ansprüchen, vermutlich denen der landgräflichen Familie, denn er besaß im ersten und zweiten Obergeschoss je einen Kamin und Zugänge zu einer im Jahre 1226 oder kurz danach südlich an die Schildmauer angebauten Abortanlage. Das dritte, unbeheizbare Obergeschoss des Turms, das sich mit vier Fenstern nach außen öffnete, kann als Sommerlaube bezeichnet werden, die einen schönen Blick ins Unstruttal gestattete. Gleichzeitig fand um 1220/30 auch der Ausbau der Doppelkapelle mit der endgültigen Einwölbung und den Zackenbögen statt.
Die letzte große Bautätigkeit der Romanik erfolgte unter Landgraf Ludwig IV. (1217–1227) und seiner Frau Elisabeth, vermutlich im Hinblick auf den hohen Rang der Thüringer Landgrafen und die politischen Absichten in der Mark Meißen ab ca. 1221. Mit dem Tod Ludwigs 1227 und der Konzentration der Ludowinger auf die hessischen Gebiete endeten die Baumaßnahmen. Nach dem Tod des letzten Landgrafen Heinrich Raspe fiel die Burg 1247 an die wettinischen Markgrafen von Meißen. Die Anlage wurde sowohl in strategischer als auch in repräsentativer Hinsicht bedeutungslos.

### Spätgotische Umbauphase der Burg ab 1400 sowie ab etwa 1440
Unter dem thüringischen Landgrafen Herzog Wilhelm III. wurde ab etwa 1440 mit tiefgreifenden Umbauten begonnen, die umfangreiche Bestandteile der romanischen Bausubstanz, besonders im Bereich des Palas und der Wohnbauten vernichteten. Hierzu gehörten der Bau einer neuen Küche (1401 oder Mitte des 15. Jahrhunderts), der Umbau der älteren Wohnbauten (Grosse Kemenate, heute Fürstenbau, ab 1458) und des romanischen Wohnturms (1462/63) sowie die Erneuerung des Torhauses (Löwentor). Die Dachlandschaft wurde stark verändert und mit mehreren Türmchen versehen, außerdem neue Fachwerkgeschosse und Erker aufgesetzt. Erst aus dieser Zeit stammen auch die Zwingermauern im Osten, Norden und Südwesten der Kernburg und das Osttorhaus und Westtorhaus.
Allerdings fehlt für diese aufwendige Bautätigkeit bisher der historische Hintergrund, es kann nur vermutet werden, dass Landgraf Wilhelm III. (1445–1482) von Weimar der Neuenburg eine größere Aufgabe zubilligte, vielleicht eine bedeutendere Residenzfunktion, die letztlich aber wohl nicht verwirklicht werden konnte.

### Weitere Umbauten in der Neuzeit
Ein weiterer Ausbau fand bereits in der Mitte des 16. Jahrhunderts unter Kurfürst August von Sachsen statt. Von 1656 bis 1746 diente es als Jagdschloss für die Herzöge von Sachsen-Weißenfels, wofür unter anderem die Schlosskirche 1666 umgebaut wurde. Kurz nach 1700 entstanden im östlich vorgelagerten Wald Alte Göhle ein Tiergarten mit Lustgarten und das Palais Klein-Friedenthal. Anschließend erfolgte ein erneuter Ausbau unter dem sächsischen Kurfürst Friedrich August II. (1746–56), der die Neuenburg ebenfalls als Jagdschloss nutzte. Nach seinem Tod 1763 hatte die Anlage keine Bedeutung mehr für den kursächsischen Hof. Das Schloss verlor seine Residenzfunktion und wurde 1770 an die staatliche Verwaltung übergeben. Damit einher gingen zahlreiche Teilabbrüche von zum Teil erst kurz vorher errichteten Gebäuden. Seit etwa 1840 gab es verstärkte denkmalpflegerische Bestrebungen und 1842–1853/1855 erfolgte eine erste Restaurierung der Doppelkapelle unter Ferdinand von Quast und Friedrich August Ritter.

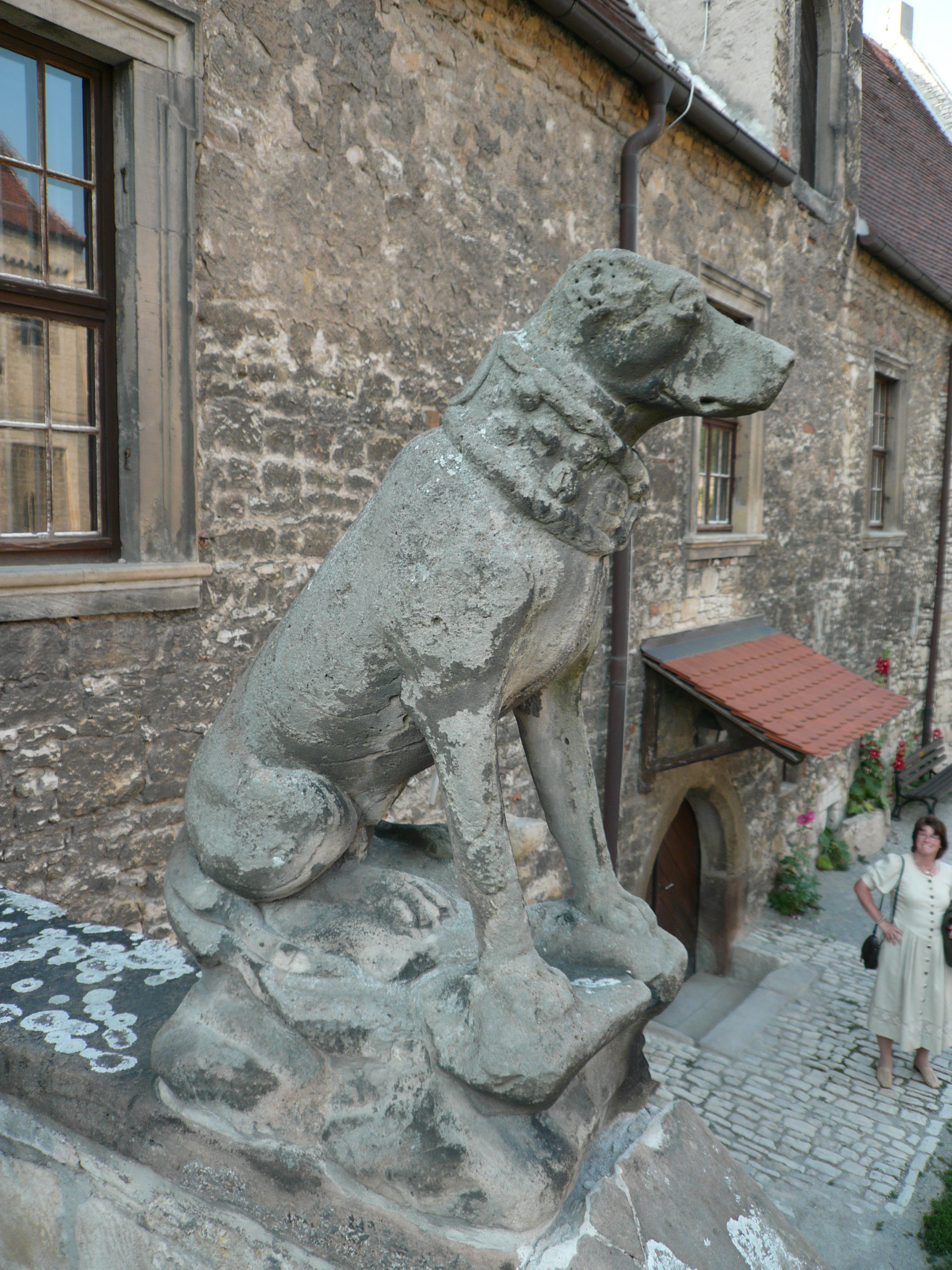
Sandsteinskulptur eines Weimaraner Jagdhundes (rechte Seite; die Ohren waren angedübelt, sind aber verloren gegangen)

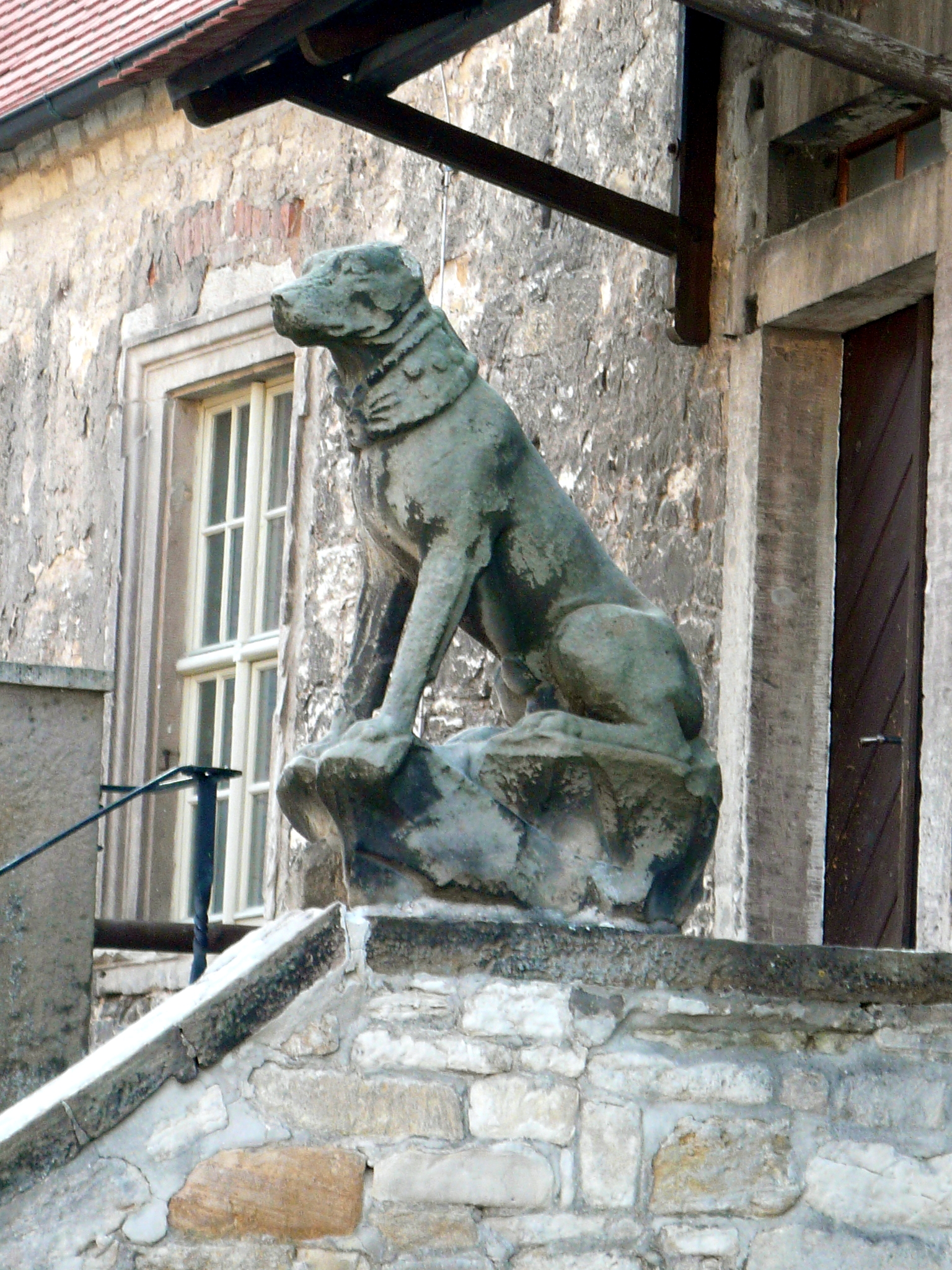
Sandsteinskulptur eines Weimaraner Jagdhundes (linke Seite)

## Die Doppelkapelle

### Bau I
Es handelt sich um einen eingeschossigen Saalbau mit halbrunder Apsis, der wohl als Nachfolgebau der Kilianskirche am Fuß des Burgberges diente. Der Bau ist undatiert, könnte aber bereits aus der ersten Hälfte des 12. Jahrhunderts stammen.

### Bau IIa
Es wurde ein dreischiffiges, zweijochiges Obergeschoss aufgesetzt, das nur zur Hälfte der Größe des Untergeschosses sakral genutzt wurde. Eigentlich handelt es sich eher um eine „doppelgeschossige Kapelle mit Raumverbindung“ (U. Stevens) mit einer kleinen Fußbodenöffnung (Aussparung). Diese erlaubte den liturgisch nötigen Hör- und Blickkontakt zur Kapelle im Untergeschoss. Das Obergeschoss diente wohl als privater Andachtsraum des Landgrafenpaares. Die Doppelkapelle wurde baueinheitlich mit dem Palas im letzten Viertel des 12. Jahrhunderts errichtet.

### Bau IIb
Um 1220/30 erfolgte der Einbau eines vierfachen Kreuzgratgewölbes mit mittlerem Bündelpfeiler. Die von ihm ausgehenden sogenannten Zackenbögen (polylobe Gurtbögen) sind außergewöhnlich und denen in der Westvorhalle der St.-Andreas-Kirche in Köln ähnlich. Sie könnten auf indirekte Einflüsse aus dem maurischen Spanien zurückgehen.

## Ausstellungen zu Schloss Neuenburg und der Landgrafschaft Thüringen
Im Jahr 2004 gab es auf Schloss Neuenburg eine Ausstellung unter dem Titel: Burg und Herrschaft, zu der auch ein Band erschien. Die Konzeption hierzu lieferte das Museum Schloss Neuenburg unter der Leitung von Jörg Peukert, deren Direktor.